# Solany
Solany jsou vesnice, část obce Děčany v okrese Litoměřice. Nachází se asi dva kilometry na severovýchod od Děčan, při jižním úpatí vrchu Kvítel (354 m). V roce 2009 zde bylo evidováno 108 adres. V roce 2011 zde trvale žilo 169 obyvatel.
Nedaleko vesnice se nalézá bifurkace. Potok známý pod jmény Kuzovský potok, Granátka nebo Žejdlík se zde rozděluje na potoky Žejdlík a Rosovka. Nedaleko je také nouzová plocha pro vzlety a přistání.
Solany je také název katastrálního území o rozloze 5,74 km².

## Historie

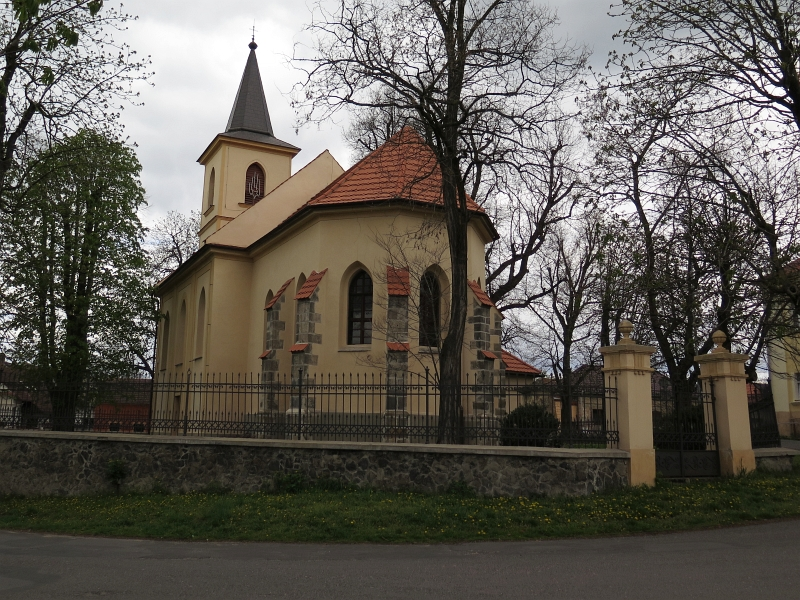
Kostel svatého Martina

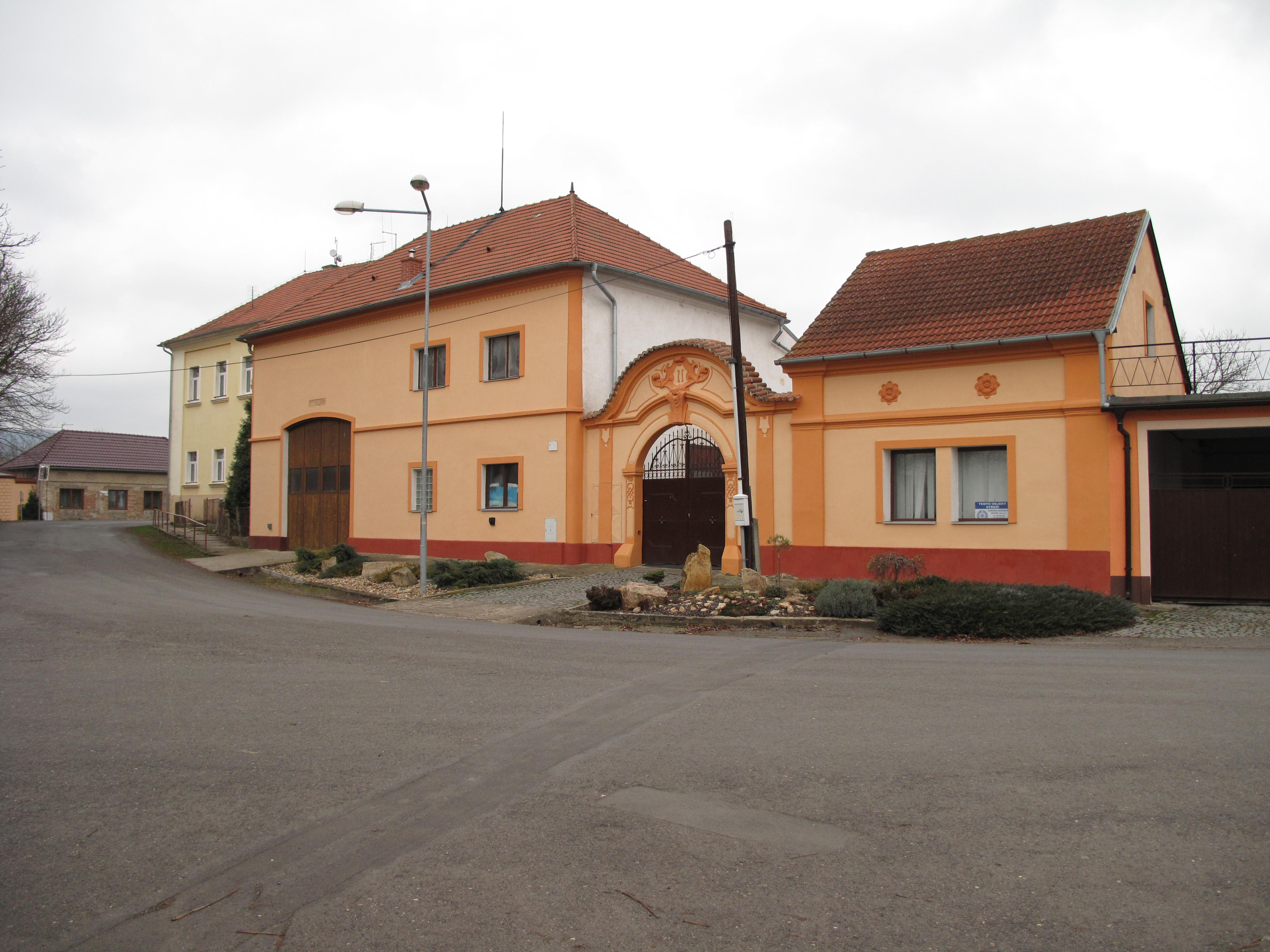
Statek na návsi

První písemná zmínka pochází z roku 1300. Vznik jména je vysvětlován buď podle povahy půdy (slaná) nebo to byla, podle novějších poznatků ves těch, kdo dováželi a prodávali sůl. Poblíž obce byl nalezen vzácný hrob z doby stěhování národů a na vrcholu Kvítel bronzy z mladší doby bronzové. Další sídlištní objekty byly nalezeny z doby kultury knovízské, doby halštatské a vrcholného středověku. Prvním známým držitelem vsi byl Břetislav ze Solan, připomínaný roku 1300. Ten založil vedlejší větev rodu Kaplířů ze Sulevic. Ve 14. století zde stála pravděpodobně tvrz, k tvrzi patřil poplužní dvůr, pivovar a krčma. V roce 1499 koupil ves po smrti Václava Solského ze Sulevic Děpold z Lobkovic. Později ves patřila Jiřímu z Lobkovic, jehož majetek byl roku 1594 konfiskován. Rudolf II. zapsal později Solany Lobkovicům na Bílině, ale brzy opět patřily k Libochovicím (až do konce feudalismu). V 16. století tu bývaly rybníky. Lesy bývaly u Solan ještě v 19. století.
Roku 1620 bylo v Solanech 34 usedlostí, panský dvůr, kovárna, husitská fara, mlýn, hostinec, škola a myslivna.
Po třicetileté válce zůstaly z kvetoucí vsi jen ruiny. Osazeno bylo pouze 7 usedlostí, zanikla tvrz i pivovar. Na konci 18. století však měly Solany opět 65 domů.
Kolem roku 1830 se počet usedlostí snížil, obec měla 50 domů a 305 obyvatel, v roce 1900 žilo ve vsi 422 lidí v přibližně 65 domech.
V letech 1897–1898 se budovala železniční trať Lovosice–Most. Provoz byl zahájen 12. prosince 1898. V roce 1928 byl zahájen provoz autobusové linky z Třebívlic přes Solany do Libochovic a to dvakrát denně.
Na návsi je dominantou obce původně gotický kostel sv. Martina ze 14. století, pánové ze Sulevic často kostelu věnovali dotační prostředky. Kněz trvale bydlel na tvrzi. Po roce 1423 se stala fara husitskou, podobojí až do třicetileté války. Později se patrony kostela stali jezuité a kolem roku 1629 byla fara připojena k farnosti libochovické. Kostel byl posléze kolem roku 1766 upraven barokně a pseudogoticky. V roce 1787 se stal solanský kostel filiálním kostelem třebívlického kostela svatého Václava; tak tomu je do současnosti.
Obec proslavily hrušky solanky. Ovocnářství se dařilo ve vsi odedávna, místní odrůda solanka proslavila ves už v polovině 19. století i v zahraničí, zvláště v Německu a Holandsku. Do zahraničí se solanky ještě v padesátých letech 20. století vyvážely. Byly to hrušky máslovky, veliké, šťavnaté a chuti kořenné; česaly se již v srpnu. V první polovině 20. století byla solanka nejdražší hruškou.
Škola existovala v Solanech již počátkem 19. století, před koncem 19. století (1882) byla postavena škola nová, trojtřídní, která byla opravena v roce 1989. Významnými řídícími učiteli zde byli František Moravec, Václav J. Řehák a František Henke (1890–1976). Největší stavební úpravy školy proběhly v letech 1999-2000, kdy byla provedena celková rekonstrukce. Obec měla po první světové válce také obecní knihovnu a vedla obecní kroniku. V letech 1935–1936 byla postavena silnice ze Solan do Lkáně.
Po druhé světové válce se do vsi vrátili i někteří občané, kteří odešli v roce 1938. V roce 1945 měly Solany 412 obyvatel. Dlouhá léta působil v obci ochotnický spolek. Hrálo se i ve válce, po válce se ochotnického divadla ujala Osvětová rada. První zemědělské družstvo bylo založeno v Solanech 16. září 1948. Od 1. ledna 1949 spadaly Solany pod nově zřízený Okresní národní výbor Lovosice. V roce 1952 byla v Solanech založena místní organizace Českého svazu žen, v roce 1954 TJ Sokol Solany a v roce 1955 místní organizace Českého červeného kříže. TJ pořádala plesy a pouťové zábavy. V obci také působil Český myslivecký svaz a Český svaz zahrádkářů. V roce 1972 bylo rozhodnuto o sloučení s Jednotným zemědělským družstvem Obzor Děčany. V té době měly Solany 229 obyvatel, v roce 1982 už jen 188.

## Obyvatelstvo
|           | 1869 | 1880 | 1890 | 1900 | 1910 | 1921 | 1930 | 1950 | 1961 | 1970 | 1980 | 1991 | 2001 | 2011 |
| --------- | ---- | ---- | ---- | ---- | ---- | ---- | ---- | ---- | ---- | ---- | ---- | ---- | ---- | ---- |
| Obyvatelé | 403  | 420  | 447  | 422  | 439  | 396  | 363  | 305  | 292  | 236  | 210  | 207  | 173  | 169  |
| Domy      | 60   | 64   | 65   | 70   | 70   | 74   | 90   | 97   | 90   | 80   | 75   | 96   | 97   | 94   |

## Významné osobnosti

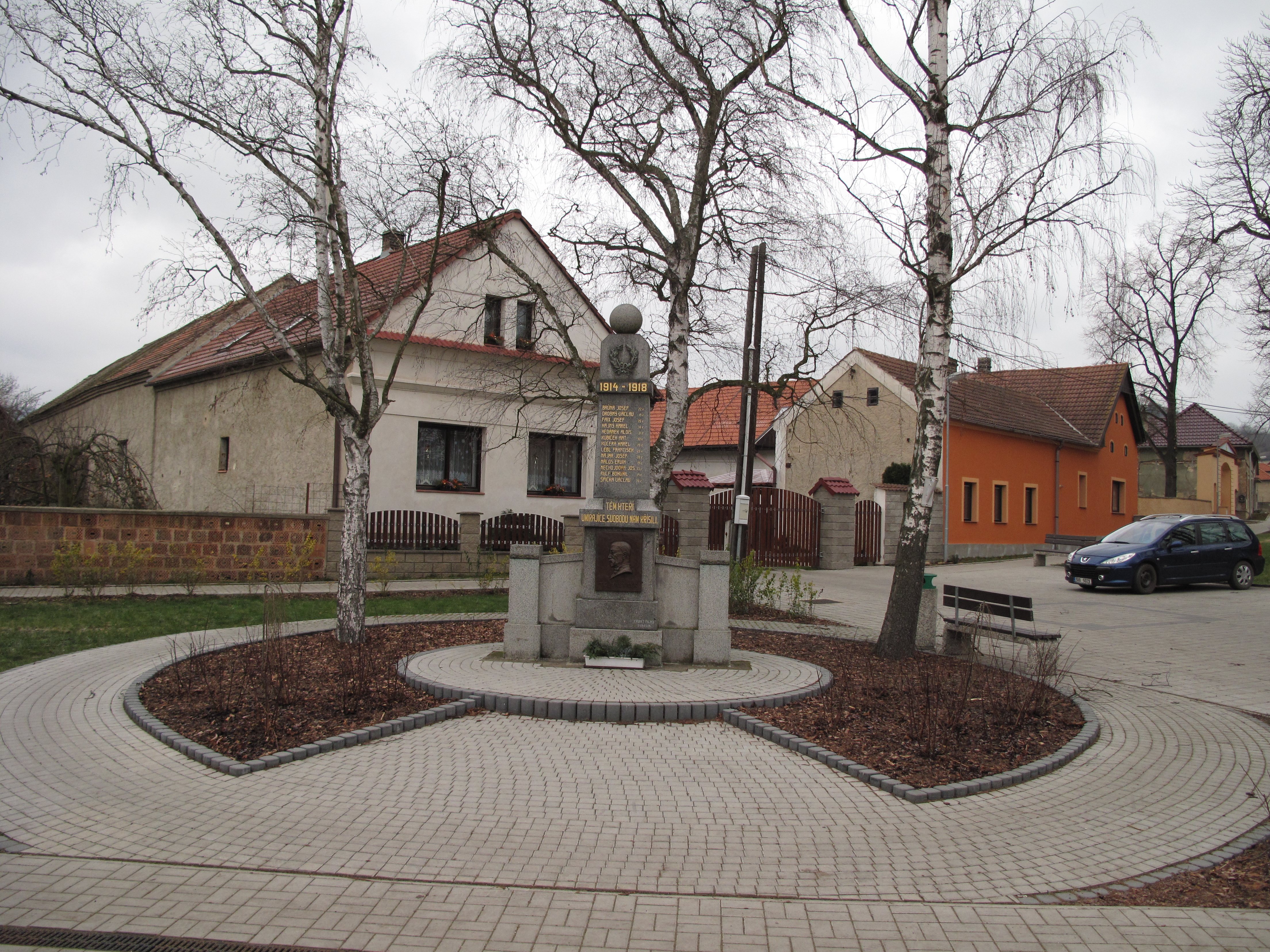
Pomník padlým s reliéfem T. G. Masaryka

Významnou osobností obce je Václav Jansa, narozený pravděpodobně v roce 1859 ve Slatinicích. Rodiče se později přestěhovali do Solan, kde pracovali na dvoře hraběte Herbersteina. Jansa se vyučil kupcem, později pracoval také jako číšník. Protože dobře kreslil a maloval, stal se písařem u advokáta Kolba v Lovosicích a s přispěním Kolba a třebenického vlastence a lidumila MUDr. Paříka se dostal na Akademii výtvarných umění v Praze a pak pokračoval ve studiu na Akademii výtvarných umění ve Vídni. Stal se úspěšným malířem, neměl nouzi o zakázky (např. od pražského magistrátu). Významnou se stala jeho spolupráce s Luďkem Maroldem na panoramatickém zobrazení Bitvy u Lipan. Václav Jansa zemřel 29. června 1913 v Černošicích u Prahy.

## Pamětihodnosti
- Při silnici na Děčany byl z iniciativy Sboru dobrovolných hasičů 22. června 1930 odhalen pomník padlým z první světové války, postavený terezínskou firmou František Tichý. Pomník byl opatřen bronzovou plaketou s poprsím prezidenta Tomáše G. Masaryka od českého sochaře Ladislava Šalouna. Plaketa se po válce ztratila a na své místo se vrátila 28. října 1968. V sedmdesátých letech dvacátého století byla plaketa opět odstraněna. Pomník byl zrekonstruován v roce 2012 do své původní podoby i s navrácenou bronzovou plaketou.
- Kostel svatého Martina
- Zemědělský dvůr čp. 40[8]
- Usedlost čp. 47[9]